# Carrera de galgos

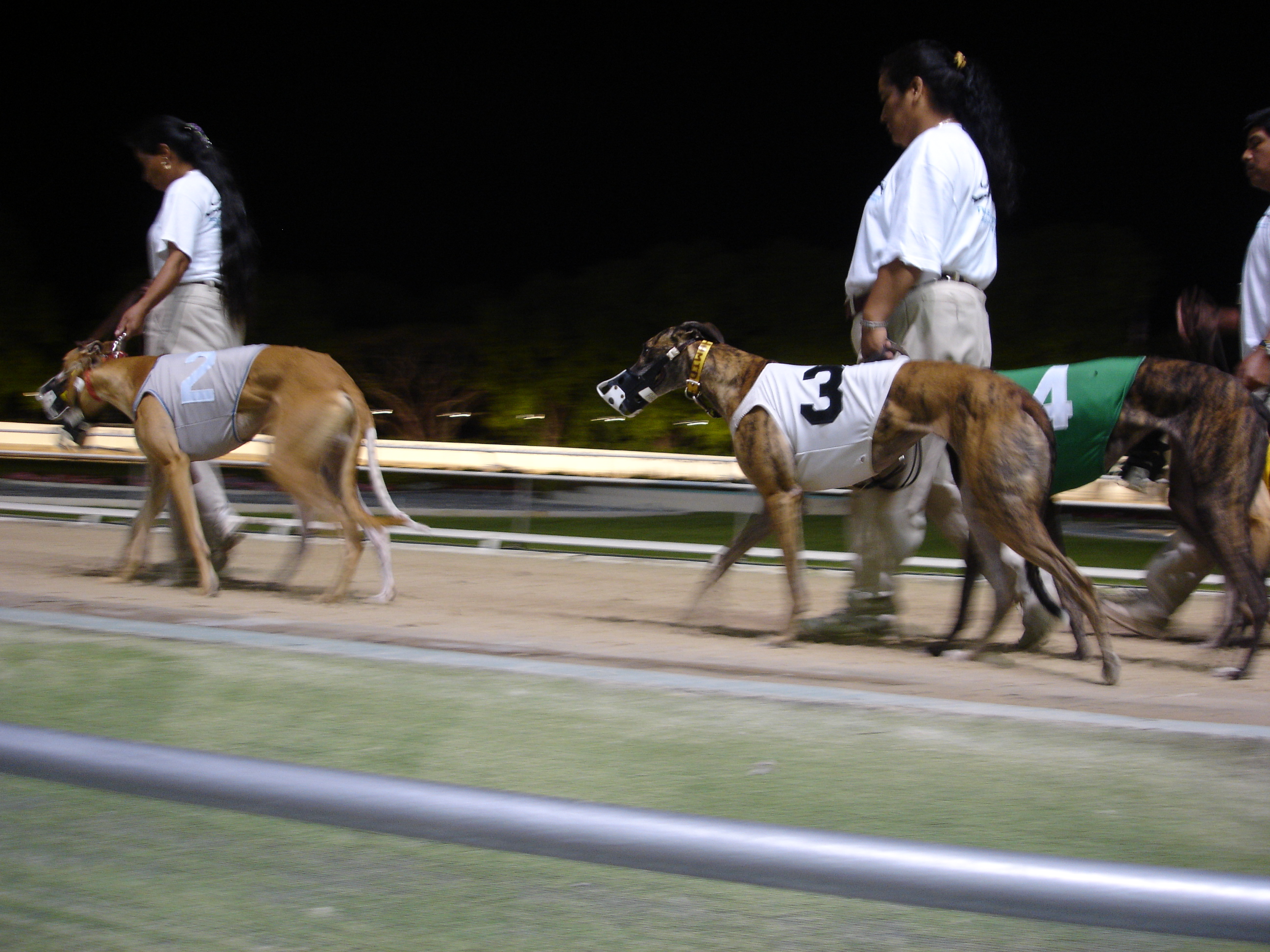
Galgos antes de una carrera.

Una carrera de galgos es una competencia entre galgos, en la que los perros corren tras una liebre.
Existen tres modalidades:
- Canódromo
- Campo abierto
- Liebre Mecánica

## Tipos de carteles carreteras
En algunas carreras de galgos, se colocan en la pista obstáculos que los perros tienen que saltar. La distancia que deben recorrer los galgos varía desde 210 metros hasta 1100 metros y en ellas pueden participar hasta ocho animales. Cada perro tiene un número, lleva un bozal ligero y va vestido con los colores distintivos del propietario. Todos los perros salen al mismo tiempo de unos compartimientos independientes que se abren a la vez. En cuanto ven la liebre, su instinto les impulsa a correr tras ella y empieza la carrera.
Hay carreras de 500 y 800 metros en pista. Las pistas son rectas, es decir, una recta de 500 o bien de 800 metros rulada, por la que corren los perros de carreras. En estas competiciones participan los perros de raza inglesa, también llamados ingleses. Son perros de un gran sprint pero poco aguante.
Carreras en campo abierto, donde solo compiten 2 perros en la caza de una liebre. con 5 jueces montados a caballos para calificar la carrera desde cerca. Uno de ellos es el cronometrador que con un reloj cronómetro controla el tiempo de dicha carrera (tiene que durar al menos de 55 segundos), 3 jueces que califican la carrera y un juez principal.

## Historia
El primer intento registrado de una carrera de galgos sobre una pista se hizo en Hendon (Gales) en 1876, pero este experimento no pasó a más. El deporte surgió en su forma moderna, con pistas circulares u ovaladas, una liebre artificial como presa y apuestas en los Estados Unidos durante los años 1920. En 1926 fue introducido en Gran Bretaña por un estadounidense, Charles Munn, junto al mayor Lyne-Dixon y el brigadier general Critchley. Fundaron la Asociación de Carreras de Galgos y llevaron a cabo el primer encuentro británico en el Belle Vue de Mánchester. El deporte tuvo éxito en ciudades y pueblos de todo el Reino Unido, y hacia fines de 1927 había ya cuarenta pistas. El deporte fue especialmente atractivo para espectadores de clase obrera masculina, para quienes las ubicaciones urbanas de las pistas y los encuentros por la tarde eran accesibles, y para patrones y dueños de varios trasfondos sociales. Las apuestas han sido por siempre un ingrediente clave de las carreras de galgos.
Al igual que muchos otros deportes, las carreras de galgos ganaron gran atención tras la Segunda Guerra Mundial.
Jerez de la Frontera, sede de la carrera de galgos más antigua de España, la Copa La Ina de Galgos, cuenta con 100 años de antigüedad.
En Argentina fue aprobado en 2016 un proyecto de ley que prohíbe las carreras de perros en todo el país y sanciona con prisión de hasta cuatro años y el pago de multas de hasta 80 mil pesos a quien “organice, participe o promueva” esas competencias. Dicho proyecto fue respaldado incluso por el presidente de la República de Argentina, logrando un hito histórico en dicho Estado.
En Venezuela solo existieron este tipo de carreras en los años 80 en la Isla de Margarita con el Canódromo Internacional de dicha localidad, el cual fue inaugurado el 18 de diciembre de 1986. Dado que estas carreras no solían ser populares en este país se trataba de una mera atracción turística (si bien igualmente se podía apostar). Dejaron de efectuarse en el año 1991 tras el abandono del recinto por motivos de quiebra.
En Chile actualmente se encuentra en discusión el Proyecto de Ley que busca prohibir las carreras de perros, en consonancia a la actual legislación de dicho país en la materia. Este proyecto, ingresó con el N° de Boletín 12420-12.

## Presas vivas
En Andalucía (España) está legalizado el uso de liebres vivas, contando la afición con más de 4.000 federados